# Aït-Smail
Aït-Smail (în arabă ايت اسماعيل) este o comună din provincia Béjaïa, Algeria.
Populația comunei este de 11.783 de locuitori (2008).